# Шампань (коктейль)
«Шампа́нь» (англ. Champagne cocktail) — алкогольный коктейль на основе шампанского, бренди и биттера «Ангостура». Классифицируется как газированный коктейль. Входит в число официальных коктейлей Международной ассоциации барменов (IBA), категория «Современная классика» (англ. Contemporary classics).

## История
Рецепт коктейля, который упоминает «профессор» Джерри Томас и франт компаньон (1862), не содержит бренди или коньяка и считается «классической» американской версией.

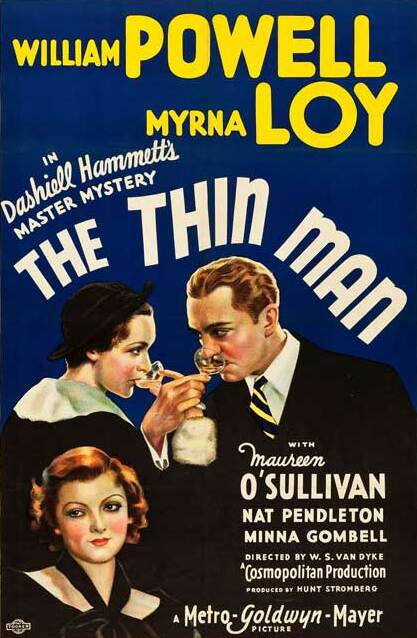
Нора Чарльз употребляет «Шампань»

Примеры употребления коктейля «Шампань» встречаются в кино:
- «Касабла́нка» (англ. Casablanca) — голливудская романтическая кинодрама 1942 года, поставленная режиссёром Майклом Кёртисом;
- «Тонкий человек» или «Худой человек» (англ. The Thin Man) — комедийный детектив 1934 года о приключениях супругов, частных детективов Ника и Норы Чарльз. Экранизация одноимённого романа Дэшила Хэммета.
- "Окончательный анализ" (англ. Final Analysis) — психологический триллер 1992 г. Героиня Умы Турман Дайана Бейлор в финале фильма заказывает коктейль "Шампань" на свидании с врачом-психиатром Айзеком Барром в исполнении Ричарда Гира.

## Рецепт и ингредиенты
Состав:
- шампанское (охлаждённое) — 90 мл
- бренди (или коньяк) — 10 мл
- биттер «Ангостура» — 2 деш (2 капли)
- сахар — 1 кусок
- апельсин — одна долька
- коктейльная вишня — 1 штука.

Метод приготовления: билд. Подают в фужере для шампанского.
На кусочек сахара капают 2 капли биттера Angostura и кладут его на дно бокала, затем добавляют коньяк и шампанское. Готовый коктейль в качестве гарнира украшают долькой апельсина и коктейльной вишней.